# Carl Szokoll
Carl Szokoll (Viena, 15 de octubre de 1915 - 25 de agosto de 2004), miembro de la Wehrmacht en la que llegó a alcanzar el grado de comandante (major), perteneció a la resistencia austriaca y participó en el atentado del 20 de julio de 1944 contra Adolf Hitler. Tras la Segunda Guerra Mundial, fue escritor y productor de cine.

## Primeros años
Szokoll nació en Viena, hijo de un soldado del ejército austriaco combatiente en la Primera Guerra Mundial que pasó largos años como prisionero del Ejército Rojo. Sufrió una infancia difícil debido a la pobreza de su familia, pero gracias a las excelentes notas que obtuvo tanto en la escuela primaria como en la secundaria, fue admitido como cadete en el ejército austriaco en 1934. Durante su formación militar conoció a su futura esposa, Christl Kukula, hija de un industrial judío vienés. Después del Anschluss (1938), tuvo que poner fin a su compromiso con Christl debido a que las Leyes de Núremberg prohibían a la "raza aria" las relaciones sexuales con personas judías. Superando en secreto todas estas dificultades, consiguió mantener contacto con ella hasta el fin de la conflagración y, finalmente, se casaron en 1946. Fruto de su matrimonio nació un varón.
De todas formas, por haber estado relacionado con una mujer "medio-judía" (Halbjüdin en la terminología de las leyes de Núremberg), fue represaliado y pasó de formar parte de una unidad acorazada de élite a estar integrado en un regimiento ordinario de infantería. Participó desde el inicio en las primeras ofensivas alemanas contra Polonia y Francia. Posteriormente, y a consecuencia de las heridas recibidas en combate, fue destinado a un puesto administrativo en el distrito militar de Viena.

## Participación en el atentado del 20 de julio de 1944
En 1943, el entonces capitán Szokoll fue presentado en Berlín al coronel von Stauffenberg, uno de los principales dirigentes de la resistencia interna contra la Alemania nazi, por el teniente coronel austriaco Robert Bernardis. Desde febrero de 1944,  recibió mensualmente visitas de Bernardis y, poco a poco, fue involucrándose en la preparación del inminente atentado. 
En un primer momento, pareció que el intento de asesinato mediante la bomba colocada por Stauffenberg en la Wolfsschanze había tenido éxito. Szokoll estaba en esos momentos con el coronel Heinrich Kodré, jefe del Estado Mayor de Viena y uno de los hombres de Stauffenberg. 
Kodre y Szokoll, a diferencia de sus colegas que en ese momento se encontraban en  Berlín, lograron sus objetivos y consiguieron neutralizar a todas las autoridades de la administración nazi y a los líderes de las SS de la zona. Cuando los dirigentes de la conspiración supieron que Hitler había sobrevivido al atentado, Szokoll recibió una llamada directa de Stauffenberg a través de una línea telefónica segura en la que le comunicaba el fracaso del plan. A pesar de que Szokoll fue una de las últimas personas que tuvo contacto telefónico con Stauffenberg, se las ingenió para convencer a la Gestapo de que sólo estaba obedeciendo órdenes y fue uno de los pocos implicados en el atentado que consiguió escapar sin verse afectado por las gravísimas represalias que siguieron al magnicidio frustrado.

## Szokollsalvador de Viena
Habiendo sido ascendido a comandante en 1944, procuró adoptar desde su puesto todas las medidas que consideró necesarias para poner a Viena a salvo del destino que tantas otras ciudades europeas habían sufrido debido a la destrucción causada por la guerra. A comienzos de 1945 se implicó con la resistencia austriaca y empezó a tejer una red de oficiales ideológicamente afines que estaban dispuestos a ponerse en contacto con el Ejército Rojo para conseguir que Viena fuera declarada ciudad abierta. 
Sus planes tuvieron un éxito relativo hasta principios de abril. En contra de las órdenes de Hitler que obligaban a la Wehrmacht a luchar hasta el último hombre en la defensa de Viena, los colaboradores de Szokoll previeron la retirada inmediata de todas las tropas implicadas en la defensa de la capital tan pronto como los soviéticos hicieran acto de presencia en las afueras de la ciudad. 
No obstante, la conspiración fue descubierta y oficiales de las SS se encargaron de perseguir y ajusticiar con la mayor rapidez posible a sus líderes. Obviamente, intentaron capturar a Szokoll, pero, una vez más, se las arregló para escapar con vida. Es más, poco después de estos incidentes, consiguió formar parte de la llamada Operación Radetzky, el plan de la resistencia austriaca para rendir Viena sin que se produjeran combates dentro de la ciudad. Si no por completo, había que intentar evitar las luchas callejeras durante el máximo tiempo posible. El balance final demostró que los distritos centrales, al menos, se salvaron de la salvaje destrucción que muchas otras ciudades de Europa sufrieron durante aquellos trágicos años.
A partir del momento en que las fuerzas de la Wehrmacht se retiraron, Szokoll pasó a ser el administrador provisional de Viena, lo que, sin embargo, no sirvió para eliminar la profunda desconfianza que mostraba el ejército soviético hacia su persona. De hecho, estuvieron a punto de hacerlo prisionero bajo la acusación de trabajar como espía para Estados Unidos.

## Posguerra
Tras ser rehabilitado por el gobierno austriaco en reconocimiento a los méritos que contrajo en la liberación de su país, comenzó una carrera profesional como cineasta y productor. De su trabajo destaca el guion de Der Bockerer, la producción de Die letzte Brücke (El último puente, la película que hizo famosa a María Schell), y la publicación de su autobiografía que llegó a ser todo un bestseller.

## Obras
- Der Bockerer II : Österreich ist frei. Verlag der Apfel, Wien 1997 ISBN 3-85450-128-5
- Der gebrochene Eid. Europa-Verlag, Wien 1985 ISBN 3-203-50929-6
- Die Rettung Wiens 1945. Mein Leben, mein Anteil an der Verschwörung gegen Hitler und an der Befreiung Österreichs. Amalthea-Verlag, Wien 2001 ISBN 3-85002-472-5